# Consejera de inversiones
«Consejera de inversiones» es una historia de Orson Scott Card ambientada en el universo de la Saga de Ender. Cuenta la historia de como Ender Wiggin conoce a la inteligencia artificial Jane y se convierte en Portavoz de los Muertos. Aparece por primera vez en la antología Horizontes lejanos publicada por Robert Silverberg y después en la colección de relatos cortos de Orson Scott Card Primeros encuentros .